# Crescente Fértil

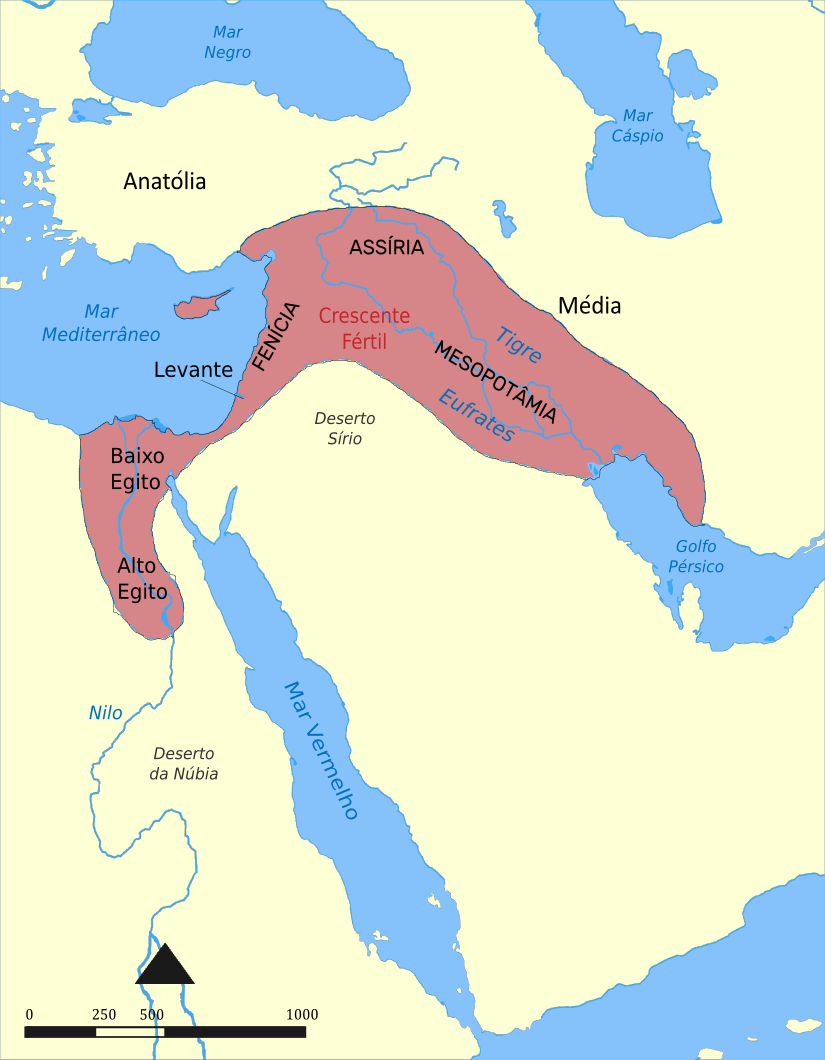
Mapa mostrando a área do Crescente Fértil

O Crescente Fértil é uma região compreendendo os atuais estados da Palestina, Israel, Jordânia, Kuwait,  Líbano e Chipre, bem como partes da Síria, do Iraque, do Egito, do sudeste da Turquia e sudoeste do Irã.
A expressão «Crescente Fértil» foi criada por James Henry Breasted, arqueólogo da Universidade de Chicago, em referência ao fato de o arco formado pelas diferentes zonas assemelhar-se a uma Lua crescente.
Irrigada pelo Jordão, pelo Eufrates, pelo Tigre e o Nilo, a região cobre uma superfície de cerca de 400 000 km2 a 500 000 km² e é povoada por 40 a 50 milhões de indivíduos. Ela estende-se das planícies aluviais do Nilo, continuando pela margem leste do Mediterrâneo, em torno do norte do deserto sírio e através da Península Arábica e da Mesopotâmia, até o Golfo Pérsico.
A zona oeste em torno do Jordão e da parte superior do Eufrates viu nascer os primeiros assentamentos agrários conhecidos, há cerca de 11 000 anos. Os assentamentos mais antigos conhecidos atualmente localizam-se em Iraque Edube (Jordânia) e Tel Assuade (Síria), seguidos de perto por Jericó. As mais antigas cidades, estados e escritos de que se tem notícia apareceram mais tarde na Mesopotâmia. Essas descobertas permitiram apelidar a região de "Berço da Civilização". Foi recebido esse nome pois a forma geográfica da região assemelha-se a uma lua Crescente e quando os rios transbordavam fertilizavam a terra.

## História
A história começa no Crescente Fértil, com a invenção de um tipo muito especial de agricultura, que permitiu ao Homem se estabelecer num lugar, deixando de ser nômade, e avançar sua tecnologia; inventar a linguagem escrita, progredir suas técnicas comerciais e prosperar materialmente. Esta agricultura representa o começo da nossa história (e da civilização, tal como a concebemos, "moderna") porque ela permitiu que controlássemos a nossa provisão de comida. Graças a esse tipo de agricultura, ficamos livres do ciclo natural de provisão de comida que todos os outros animais seguem. A quantidade de comida disponível agora depende do nosso esforço, e não mais da provisão natural do meio ambiente. Foi por conseguinte o começo da sedentarização.
A agricultura surgiu no Crescente Fértil e marca o início da nossa história. Com certeza não foi um acontecimento que atingiu todos os seres humanos ao mesmo tempo: ela se iniciou num grupo específico de seres humanos em meio a evolução, e depois se espalhou pelo mundo. Mas provavelmente os primeiros agricultores não pensaram em espalhar esta agricultura pelo mundo. Provavelmente ela se espalhou por uma necessidade especial própria. Na nossa agricultura, o aumento da população pede que a quantidade de terra cultivada também cresça, seja porque acreditamos que devemos suprir a população evitando a fome de todos, seja porque assim pode-se acumular mais lucro, o que traz benefícios pessoais.
O Crescente Fértil surgiu então como uma faixa não muito grande de terra fértil, habitada por povos que ainda eram nómadas, como os criadores de animais. É razoável imaginar que os agricultores, com o passar do tempo, precisavam de mais terra para plantar, pois eles estavam livres do ciclo natural de provisão de comida, e sua população começou a crescer aceleradamente. E também é razoável imaginar que eles não podiam deixar os outros povos nómadas entrarem nas suas terras e comerem o fruto do seu trabalho. Não é errado dizer que a vontade de expansão territorial de muitos povos começou com o desenvolvimento da agricultura.
Se partirmos do Golfo Pérsico e traçarmos uma meia-lua, passando pelas nascentes dos rios Tigre e Eufrates, colocando a outra ponta na foz do Nilo, no Egito, teremos uma região bastante fértil, onde se desenrolaram os acontecimentos narrados na Bíblia. É o chamada "Crescente Fértil", dentro do qual está também a Palestina.
Esta faixa de terra é regada por importantes rios, que condicionavam a vida do oriental antigo. Foram os rios que determinaram o estabelecimento da agricultura, da sedentarização e das rotas comerciais por onde passavam as caravanas que iam desde a Mesopotâmia até o Egito ou à Arábia. Esses rios eram muito bem utilizados pelos mesopotâmicos na época das cheias, pois eles utilizavam a água para a agricultura, para irrigar a terra e evitar os períodos de fome tão longos naquela época.
Mas, o que estava se espalhando não era simplesmente uma técnica do cultivo da terra, era também um modo de vida único. O modo de vida que a agricultura expansiva exige é extremamente trabalhoso e necessita de organização complexa e divisão de trabalho, por isso ele gera ideias culturais que valorizam o trabalho, a eficiência, o desenvolvimento científico, o progresso tecnológico, o estatuto social, o crescimento acelerado da produção e do lucro. Cada tribo tem um modo de vida único, que não serve para outra tribo, porque foi resultado de milhares de anos de tentativa e erro num grupo específico de pessoas. Por exemplo, nem em todos os grupos eram os homens que caçavam. O nosso modo de vida, ao contrário, é considerado universal. Durante a maior parte do tempo, acreditamos que todas as pessoas do mundo deviam viver deste modo, e que qualquer outro modo era de certa forma “errado”.
Mas com a “bênção” do crescente fértil também vinha a praga. As cheias traziam muitos peixes mortos que fertilizavam a terra e como já citado ajudavam a plantação. Porém, nessas cheias não vinham apenas os peixes mortos, mas também os predadores (os crocodilos), que atacavam as pessoas. Havia o problema adicional, de que quando as cheias terminavam, o solo ficava seco e muito difícil de plantar. Por conseguinte, só através da tecnologia foi possível desenvolver métodos para resolver os referidos problemas, fazendo canais para que a água irrigasse um maior número de plantações, e também fazendo enormes reservatórios de água para durar o ano inteiro até a outra cheia chegar. Assim a Mesopotâmia foi se desenvolvendo e crescendo.